# Lauzerte
Lauzerte một thị xã và commune in the Tarn-et-Garonne département of Pháp, in the Midi-Pyrénées région.